# 9194 Ananoff
9194 Ananoff è un asteroide della fascia principale. Scoperto nel 1992, presenta un'orbita caratterizzata da un semiasse maggiore pari a 2,3158462 UA e da un'eccentricità di 0,0872383, inclinata di 8,58305° rispetto all'eclittica.